# Mistrzostwa Jugosławii w koszykówce kobiet
Liga Koszykówki Kobiet Socjalistycznej Federacyjnej Republiki Jugosławii – najwyższa klasa żeńskiej koszykówki w Socjalistycznej Federacyjnej Republice Jugosławii, liga powstała w 1945, rozwiązano ją w 1992 po przemianach ustrojowych, kiedy to powstała liga Federalnej Republiki Jugosławii w skład której wchodziły już tylko Serbia i Czarnogóra.

## Historia
Po uformowaniu Socjalistycznej Federacyjnej Republice Jugosławii w 1945 zaistniała potrzeba stworzenia narodowego sportu wśród społeczeństwa. Początkowo sport skupiał się wokół większych ośrodków miejskich. W 1945 i 1946 nastąpiła eksplozja - nowe kluby zaczęły się pojawiać w ośrodkach miejskich szybciej niż przewidywano.
Pierwsze zawody ogólnokrajowe rozegrano w 1945, między reprezentacjami republik wchodzących w skład Socjalistycznej Federacyjnej Republiki Jugosławii. Do rywalizacji przystąpiło sześć reprezentacji republik, reprezentacja prowincji Wojwodina oraz pracownic Armii Jugosłowiańskiej. Rozgrywki klubowe zostały uformowane już kolejnym roku (1946).
W 1958 zespoły ligowe zaczęły swoje występy w Pucharze Europy Mistrzyń Krajowych, natomiast w 1971 w Pucharze Ronchetti.

## Mistrzynie
| Sezon                 | Mistrzynie            | Wicemistrzynie        |                       |                       |                       |                       |                       |
| Mistrzostwa Republiki | Mistrzostwa Republiki | Mistrzostwa Republiki | Mistrzostwa Republiki | Mistrzostwa Republiki | Mistrzostwa Republiki | Mistrzostwa Republiki | Mistrzostwa Republiki |
| --------------------- | --------------------- | --------------------- | --------------------- | --------------------- | --------------------- | --------------------- | --------------------- |
| 1945                  | Serbia                | Chorwacja             |                       |                       |                       |                       |                       |
| Mistrzostwa klubowe   |                       |                       |                       |                       |                       |                       |                       |
| 1946                  | Crvena zvezda         | Radnički Belgrad      |                       |                       |                       |                       |                       |
| 1947                  | Crvena zvezda         | Zadar                 |                       |                       |                       |                       |                       |
| 1948                  | Crvena zvezda         | Proleter Zrenjanin    |                       |                       |                       |                       |                       |
| 1949                  | Crvena zvezda         | Proleter Zrenjanin    |                       |                       |                       |                       |                       |
| 1950                  | Crvena zvezda         | Split                 |                       |                       |                       |                       |                       |
| 1951                  | Crvena zvezda         | Proleter Zrenjanin    |                       |                       |                       |                       |                       |
| 1952                  | Crvena zvezda         | Lokomotiva            |                       |                       |                       |                       |                       |
| 1953                  | Crvena zvezda         | Split                 |                       |                       |                       |                       |                       |
| 1954                  | Crvena zvezda         | Split                 |                       |                       |                       |                       |                       |
| 1955                  | Crvena zvezda         | Split                 |                       |                       |                       |                       |                       |
| 1956                  | Crvena zvezda         | Radnički Belgrad      |                       |                       |                       |                       |                       |
| 1957                  | Crvena zvezda         | Split                 |                       |                       |                       |                       |                       |
| 1958                  | Crvena zvezda         | Radnički Belgrad      |                       |                       |                       |                       |                       |
| 1959                  | Crvena zvezda         | Radnički Belgrad      |                       |                       |                       |                       |                       |
| 1960                  | Crvena zvezda         | Radnički Beograd      |                       |                       |                       |                       |                       |
| 1961                  | Radnički Beograd      | Crvena zvezda         |                       |                       |                       |                       |                       |
| 1962                  | Radnički Beograd      | Crvena zvezda         |                       |                       |                       |                       |                       |
| 1963                  | Crvena zvezda         | Trešnjevka            |                       |                       |                       |                       |                       |
| 1964                  | Radnički Belgrad      | Crvena zvezda         |                       |                       |                       |                       |                       |
| 1965                  | Radnički Belgrad      | Crvena zvezda         |                       |                       |                       |                       |                       |
| 1966                  | Radnički Belgrad      | Trešnjevka            |                       |                       |                       |                       |                       |
| 1967                  | Trešnjevka            | Radnički Belgrad      |                       |                       |                       |                       |                       |
| 1968                  | Radnički Belgrad      | Crvena zvezda         |                       |                       |                       |                       |                       |
| 1969                  | Wojwodina             | Crvena zvezda         |                       |                       |                       |                       |                       |
| 1969–70               | Wojwodina             | Crvena zvezda         |                       |                       |                       |                       |                       |
| 1970–71               | Željezničar Sarajewo  | Crvena zvezda         |                       |                       |                       |                       |                       |
| 1971–72               | Voždovac              | Wojwodina             |                       |                       |                       |                       |                       |
| 1972–73               | Crvena zvezda         | Bosna                 |                       |                       |                       |                       |                       |
| 1973–74               | Bosna                 | Voždovac              |                       |                       |                       |                       |                       |
| 1974–75               | Voždovac              | Crvena zvezda         |                       |                       |                       |                       |                       |
| 1975–76               | Crvena zvezda         | Industromontaža       |                       |                       |                       |                       |                       |
| 1976–77               | Crvena zvezda         | Bosna                 |                       |                       |                       |                       |                       |
| 1977–78               | Crvena zvezda         | Bosna                 |                       |                       |                       |                       |                       |
| 1978–79               | Crvena zvezda         | Monting               |                       |                       |                       |                       |                       |
| 1979–80               | Crvena zvezda         | Monting               |                       |                       |                       |                       |                       |
| 1980–81               | Crvena zvezda         | Monting               |                       |                       |                       |                       |                       |
| 1981–82               | Monting               | Voždovac              |                       |                       |                       |                       |                       |
| 1982–83               | Monting               | Voždovac              |                       |                       |                       |                       |                       |
| 1983–84               | Partizan              | Monting               |                       |                       |                       |                       |                       |
| 1984–85               | Partizan              | Monting               |                       |                       |                       |                       |                       |
| 1985–86               | Partizan              | Iskra Delta Ježica    |                       |                       |                       |                       |                       |
| 1986–87               | Jedinstvo Aida Tuzla  | Crvena zvezda         |                       |                       |                       |                       |                       |
| 1987–88               | Jedinstvo Aida Tuzla  | Elemes Szybenik       |                       |                       |                       |                       |                       |
| 1988–89               | Crvena zvezda         | Elemes Szybenik       |                       |                       |                       |                       |                       |
| 1989–90               | Jedinstvo Aida Tuzla  | Elemes Szybenik       |                       |                       |                       |                       |                       |
| 1990–91               | Elemes Szybenik       | Crvena zvezda         |                       |                       |                       |                       |                       |
| 1991–92               | Crvena zvezda         | Wojwodina             |                       |                       |                       |                       |                       |

## Bilans finalistów
| Zespół               | Mistrzostwa | Wicemistrzostwa | Zwycięskie lata | Wicemistrzowskie lata                                            |
| -------------------- | ----------- | --------------- | --- | ---------------------------------------------------------------- |
| Crvena zvezda        | 25          | 11              | 1946, 1947, 1948, 1949, 1950, 1951, 1952, 1953, 1954, 1955, 1956, 1957, 1958, 1959, 1960, 1963, 1973, 1976, 1977, 1978, 1979, 1980, 1981, 1989, 1992 | 1961, 1962, 1964, 1965, 1968, 1969, 1970, 1971, 1975, 1987, 1991 |
| Radnički Beograd     | 6           | 6               | 1961, 1962, 1964, 1965, 1966, 1968 | 1946, 1956, 1958, 1959, 1960, 1967                               |
| Trešnjevka 2009      | 3           | 8               | 1967, 1982, 1983 | 1963, 1966, 1976, 1979, 1980, 1981, 1984, 1985                   |
| Partizan             | 3           | –               | 1984, 1985, 1986 | –                                                                |
| Jedinstvo Tuzla      | 3           | –               | 1987, 1988, 1990 | –                                                                |
| Voždovac             | 2           | 3               | 1972, 1975 | 1974, 1982, 1983                                                 |
| Wojwodina            | 2           | 2               | 1969, 1970 | 1972, 1991                                                       |
| Bosna                | 1           | 3               | 1974 | 1973, 1977, 1978                                                 |
| Szybenik             | 1           | 3               | 1991 | 1988, 1989, 1990                                                 |
| Željezničar Sarajewo | 1           | –               | 1971 | –                                                                |
| Split                | –           | 5               | – | 1950, 1953, 1954, 1955, 1957                                     |
| Proleter Zrenjanin   | –           | 3               | – | 1948, 1949, 1951                                                 |
| Zadar                | –           | 1               | – | 1947                                                             |
| Lokomotiva           | –           | 1               | – | 1952                                                             |
| Ježica               | –           | 1               | – | 1986                                                             |

## Jugosłowiańskie kluby w europejskich pucharach (1958-1992)

### Puchar Europy Mistrzyń Krajowych
| Zespół           | Miejsce     | Miejsce         | Miejsce    | Miejsce                |
| Zespół           | Mistrzostwo | Wicemistrzostwo | 3. miejsce | 4. miejsce             |
| Crvena zvezda    | 1979        | 1981            | 1978, 1990 | 1959, 1960, 1964, 1980 |
| Jedinstvo Tuzla  | 1989        | —               | 1988       | —                      |
| Monting Zagrzeb  | —           | —               | 1983       | —                      |
| Radnički Belgrad | —           | —               | —          | 1962                   |

### Puchar Ronchetti
| Zespół          | Miejsce     | Miejsce         | Miejsce | Miejsce |
| Zespół          | Mistrzostwo | Wicemistrzostwo |         |         |
| Monting Zagrzeb | 1980        | 1976, 1981      |         |         |
| Voždovac        | —           | 1972            |         |         |
| Jedinstvo Tuzla | —           | 1990            |         |         |